# William Blake Richmond

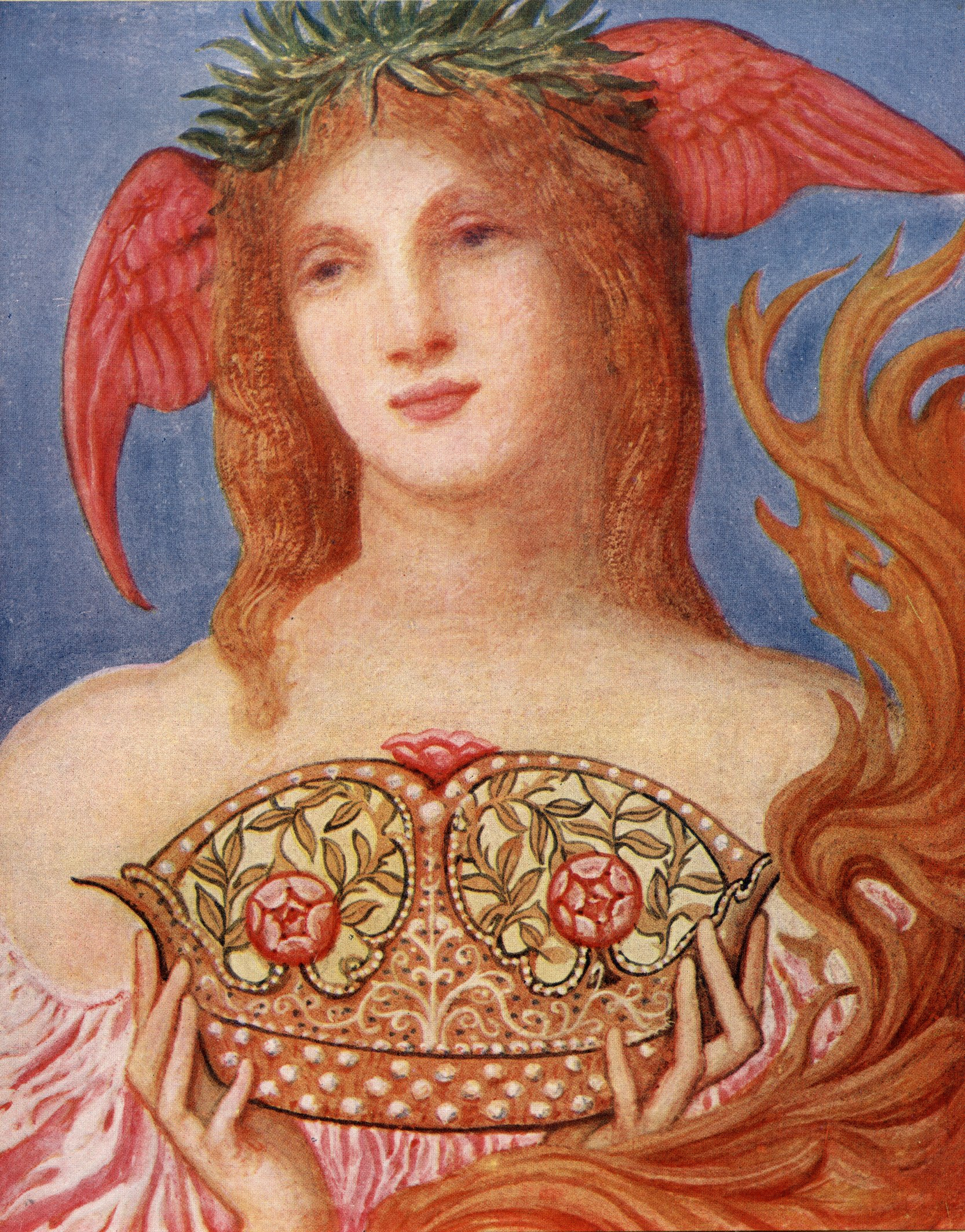
Obra de Richmond The Crown of Peace.

Wiliam Blake Richmond (Londres, 29 de noviembre de 1842 - 11 de febrero de 1921). Pintor y decorador inglés. Su padre, George Richmond (1809-1896), fue un exitoso pintor que pintó retratos de las personas más influyentes de su tiempo, influenciado por el pintor William Blake puso este nombre a su hijo. 

## Biografía
A la edad de catorce años, William Richmond entró en las escuelas de la Royal Academy, donde trabajó durante tres años. Una visita a Italia en 1859 le dio la oportunidad de estudiar las obras de los maestros antiguos, lo que causó un gran efecto sobre su desarrollo. Su primera pintura académica fue un retrato de grupo en (1861). Con el mismo éxito, durante los siguientes tres años, pintó numerosas pinturas del mismo estilo.
En 1865 volvió a Italia y pasó allí cuatro años, viviendo principalmente en Roma. A ese período pertenece el lienzo A Procession in Honor of Bacchus, el cual fue exhibido en la Academia en 1869 cuando volvió a Inglaterra. Su pintura An Audience at Athens fue exhibida en la Grosvenor Gallery en 1885. 
Richmond se convirtió en profesor de Oxford, sucediendo a Ruskin, en 1878, pero renunció tres años después. Fue elegido asociado de la Royal Academy en 1888 y de la Royal Academician en 1895, recibió el grado de Doctor en Leyes civiles en 1896, fue nombrado caballero comendador de la Orden del Baño en 1897 y profesor de pintura de la Royal Academy. Además de sus pinturas, sobresale por su trabajo en artes decorativas. Su más sobresaliente trabajo fue su decoración en las vidrieras de la Catedral de San Pablo de Londres, una interesante secuencia de tres ventanales que pueden ser admirados en la Lady Chapel de la Holy Trinity Sloane Street.
Sir William Richmond tomó parte en cuestiones sociales, particularmente en la prevención de la contaminación de Londres.
Fue padre del almirante Sir Herbert Richmond, prominente historiador naval.